# Szamosmente
Szamosmente – Désen 1931–33 között megjelent társadalmi, szépirodalmi, riport, sport és közgazdasági hetilap.

## Szerkesztői, működése
Szerkesztője Danzinger László, majd Z. Galaczy Sándor, főmunkatársa Sztojka László. Rövidebb-hosszabb ideig Lápos-völgyi, besztercei, szilágycsehi, szatmári, budapesti, sőt bécsi szerkesztő (Ormai László) nevét is feltünteti impresszumában. Előzménye az 1929-ben indult Heti Hírek volt, címét 1933-ban ismét Heti Hírekre változtatta.
Számaiban a Szamos mentén élő erdélyi magyar írók (Bartalis János, Bárd Oszkár, Fülöp József, Mael Ferenc, Salgó Olga, Varró Dezső) verseivel, elbeszéléseivel találkozunk; beszámolót közöl a lap által rendezett irodalmi estről (1933. március 5).
1934 májusában a Szamosmente Szamosvölgyi Napló címmel, korábbi évfolyamszámozását folytatva jelent meg, Sztojka László szerkesztésében. Új munkatársai: Erdélyi Ágnes, Farkas Sándor, Fekete Lajos, Flórián Tibor, Hegyi Mózes, Izsáky Judit, Kováts Margit, Lőrincz Miklós, Papp Bogdán, de találkozunk hasábjain Fodor József, Kellér Andor, Körmendi Ferenc, Reményik Sándor, Szántó György, Vozári Dezső, Wass Albert verseivel, novelláival is.